# Love is... (canção de Ryuichi Kawamura)
"Love is..." é o quarto single do cantor japonês Ryuichi Kawamura, lançando em 15 de outubro de 1997 pela Gai Records (Victor Entertainment). A música foi usada como tema de um comercial da rede de lojas de conveniência FamilyMart. Em uma pesquisa de popularidade das canções do cantor conduzida pelo site Netorabo em 2022, "Love is..." ficou em primeiro lugar.

## Desempenho comercial
Alcançou a quarta posição na Oricon Singles Chart e ficou na parada por quinze semanas. Na Billboard Japan, chegou à segunda posição. Foi certificado disco de platina tripla pela RIAJ e se tornou o 44° single mais vendido em 1997 no Japão, com 617.940 cópias segundo a Oricon.

## Faixas
| N.º            | Título                        | Duração |  |
| 1.             | "Love is..."                  | 4:38    |  |
| 2.             | "xyZ"                         | 4:28    |  |
| 3.             | "Love is..." (guitar version) | 6:30    |  |
| Duração total: | Duração total:                | 15:37   |  |